# Auls (Grodno)
Auls (biał. i ros. Аульс) – dzielnica Grodna na Białorusi, do 2008 roku oddzielna wieś w obwodzie grodzieńskim, w rejonie grodzieńskim w sielsowiecie Putryszki. 24 kwietnia 2008 Auls został włączony w granice Grodna.
W latach 1921–1939 Auls należał do gminy Wiercieliszki.
Od 1995 na terenie dawnego gospodarstwa rolnego znajduje się cmentarz Auls.
W dzielnicy znajduje się stacja kolejowa Auls.